# Oblast Tjoemen
De oblast Tjoemen (Russisch: Тюменская область, Tjoemenskaja oblast) is een oblast (bestuurlijke eenheid) van Rusland. De oblast behoort tot het federale district oeral. De hoofdstad is de gelijknamige stad Tjoemen. Van de 3.264.841 inwoners in het gebied wonen 1.325.018 in de oblast zelf. De rest woont in een van de beide autonome districten in de oblast.

## Geografie
De oblast beslaat het West-Siberisch Laagland, van de grens met Kazachstan tot de Noordelijke IJszee. Het is daarmee het enige deelgebied van Rusland dat van zuid tot noord de ganse breedte van het land overspant, alhoewel het niet langste gebied is: de oostelijke buren Kraj Krasnojarsk en autonome republiek Jakoetië overspannen van noord naar zuid een grotere afstand, maar hebben (in het zuiden) geen buitenlandse grens zoals Tjoemen wel heeft met Kazachstan. De belangrijkste rivieren zijn de Irtysj en de Ob, die beide tot hetzelfde stroomgebied behoren, vermits ze samenvloeien even noordelijker van de stad Chanty-Mansiejsk.
In de oblast liggen twee autonome districten, Chanto-Mansië en Jamalië.
Zonder deze autonome districten heeft de oblast een oppervlakte van 161.800 km2. Als de autonome districten wel meegerekend worden is oblast Tjoemen het op twee na grootste deelgebied van Rusland met een oppervlakte van 1.435.200 km2. Tjoemen is de grootste stad van het gebied met meer dan een half miljoen inwoners. Andere belangrijke steden zijn Tobolsk en Isjim.

## Geschiedenis
De eerste Russische kolonisten kwamen aan het einde van de 16e eeuw. De stad Tobolsk was een tijdlang hoofdstad van Siberië (gouvernement Tobolsk). Op 14 augustus 1944 werd de oblast Tjoemen afgesplitst van de oblast Omsk.

## Economie
Belangrijkste industrieën zijn de petrochemische industrie, houtverwerking en machinebouw.

## Demografie
Inwoneraantal is inclusief de autonome districten.
| 1926    | 1939    | 1959      | 1970      | 1979      | 1989      | 2002      |
| ------- | ------- | --------- | --------- | --------- | --------- | --------- |
| 943.000 | 991.000 | 1.092.126 | 1.406.101 | 1.885.184 | 3.097.657 | 3.264.841 |

## Grote plaatsen
Onderstaande plaatsen bevinden zich binnen de oblast in enge zin (exclusief Chanto-Mansië en Jamalië).